# Sorgues (rivière de l'Aveyron)
Pour les articles homonymes, voir Sorgues.
Ne doit pas être confondu avec la Sorgue, rivière dans le Vaucluse

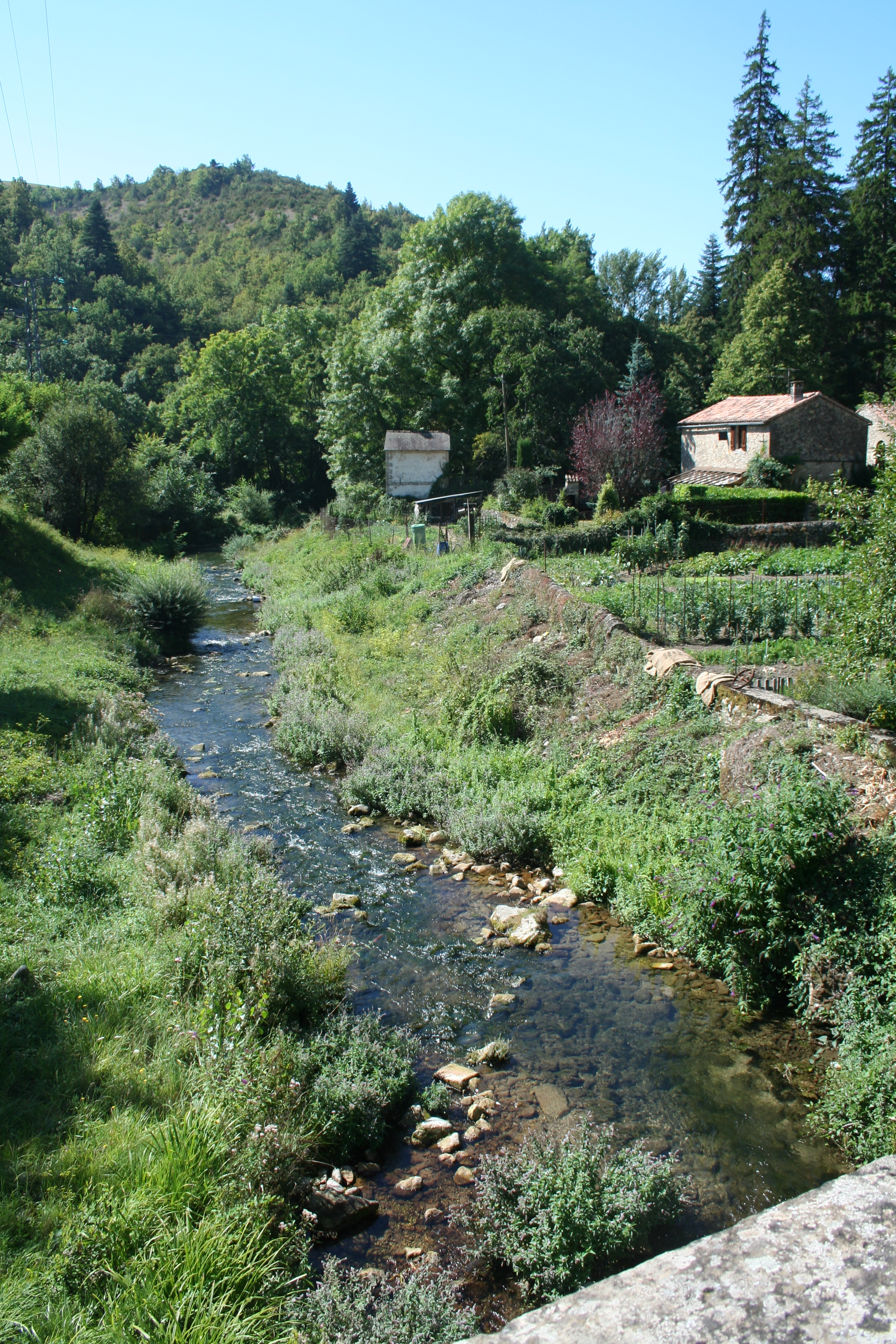
La Sorgues à Fondamente.

La Sorgues (à ne pas confondre avec la Sorgue) est une rivière française du Massif central qui coule dans le sud du département de l'Aveyron. C'est l'affluent principal du Dourdou de Camarès, donc un sous-affluent de la Garonne par le Dourdou, puis par le Tarn.

## Géographie
De 46,4 km de longueur, la Sorgues prend sa source dans le causse du Larzac près de Cornus à partir d'une importante exsurgence pour se jeter dans le Dourdou de Camarès en aval de Saint-Affrique, tout près de Vabres-l'Abbaye.

## Principales localités traversées
- Aveyron : Fondamente, Saint-Félix-de-Sorgues, Versols-et-Lapeyre, Saint-Affrique, Saint-Maurice-de-Sorgues, Latour sur Sorgues

## Principaux affluents
Ses principaux affluents sont tous sur sa rive droite :
- l'Annou 8 km vers Saint-Félix-de-Sorgues ;
- le Verzolet 10,3 km ;
- le Vailhauzy 8 km débouchant à Saint-Affrique.

## Hydrologie
- Débit minimal (à Vendeloves) : 0,9 m3/s
- Débit maximal (à Vendeloves) : 302 m3/s (crue du 27 septembre 1992)

Le débit de la Sorgues a été observé durant une période de 30 ans (1975-2007), à Saint-Affrique (lieu-dit Vendeloves), localité du département de l'Aveyron située au niveau de son confluent avec le Dourdou de Camarès. Le bassin versant de la rivière y est de 279 km2, c'est-à-dire la quasi-totalité de celui-ci.
Le  module de la rivière à Saint-Affrique est de 4,38 m3/s.
La Sorgues présente des fluctuations saisonnières de débit très marquées. Les hautes eaux se déroulent de la fin de l'automne au printemps et se caractérisent par des débits mensuels moyens situés dans une fourchette allant de 5,00 à 6,73 m3/s, de novembre à mai inclus (avec un maximum en février). Au mois de juin le débit plonge brusquement ce qui mène rapidement aux basses eaux d'été, lesquelles ont lieu de juillet à septembre, et s'accompagnent d'une baisse du débit moyen mensuel allant jusqu'à 1,57 m3 au mois d'août, ce qui reste fort confortable. Mais les fluctuations de débit sont bien plus prononcées sur de plus courtes périodes ou d'après les années.
À l'étiage, le VCN3 peut chuter jusque 0,790 m3, en cas de période quinquennale sèche, soit 790 litres par seconde, ce qui n'est pas du tout sévère, surtout comparé à la plupart des autres cours d'eau du bassin du Tarn. Le débit est en effet soutenu par les eaux souterraines issues du sous-sol du Larzac.
Les crues peuvent être très importantes, caractéristique fort partagée par les divers cours d'eau du bassin du Tarn. Les QIX 2 et QIX 5 valent respectivement 77 et 120 m3/s. Le QIX 10 est de 140 m3/s, le QIX 20 de 170 m3, tandis que le QIX 50 se monte à pas moins de 200 m3/s.
Le débit instantané maximal enregistré à Saint-Affrique durant cette période, a été de 302 m3/s le 27 septembre 1992, tandis que la valeur journalière maximale était de 203 m3/s le même jour. En comparant la première de ces valeurs à l'échelle des QIX de la rivière, il apparait que cette crue était largement supérieure à la crue cinquantennale définie par le QIX 50, et donc tout à fait exceptionnelle.
La Sorgues est une rivière fort abondante, puissamment alimentée par les fortes précipitations de la région. La lame d'eau écoulée dans son bassin versant est de 496 millimètres annuellement, ce qui est largement supérieur à la moyenne d'ensemble de la France tous bassins confondus (320 millimètres), ainsi qu'à la moyenne du bassin du Tarn (478 millimètres). Le débit spécifique de la rivière (ou Qsp) atteint 15,7 litres par seconde et par kilomètre carré de bassin.